# Aurel Lupu
Aurel Lupu (n. 28 decembrie 1920 - d. 1982) a fost un opozant al regimului comunist.

## Biografie
Aurel Lupu s-a născut la 28 decembrie 1920 în comuna Armeni, județul Sibiu. Din lipsă de mijloace materiale s-a înscris la facultate la mai mulți ani după absolvirea liceului. Când era student în anul V, al Facultății de Filozofie, Secția de Ziaristică a Universității din București a participat la organizarea mișcărilor revendicative ale studenților din București în 1956 (vezi Mișcările studențești din București din 1956). Împreună cu Dumitru Arvat, Romulus Resiga, Alexandru Bulai, și Ioan Zane a constituit "Comitetul Național Român" cu intenția de a redacta și difuza manifeste cu caracter anticomunist. A fost arestat la 16 martie 1958, după ce absolvise facultatea și lucra ca profesor la Școala elementară Nr, 13 din Sibiu, fiind anchetat de locotenent major Nicolae Trandafir, locotenent major Alexandru Iordan și locotenentul major Ilie Iliescu. A fost judecat în lotul "Bulai", fiind condamnat prin sentința Nr. 585 din 24 iunie 1958 a Tribunalului Militar București la 2 ani închisoare corecțională cu suspendare.
Aurel Lupu a decedat în 1982. 